# Nat Butler
Pour les articles homonymes, voir Butler.
Nat Butler, né le 6 janvier 1870 à Halifax et mort le 24 mai 1943 à Revere, dans le Massachusetts, est un pistard américain.

## Biographie
Nat Butler est né à Halifax, dans la province canadienne de Nouvelle-Écosse, et a grandi à Cambridge, dans l'État du Massachusetts. Il remporte en 1893 la Linscott Race, une course sur route. Il participe, avec son frère Tom Butler, aux compétitions de vitesse aux championnats du monde de cyclisme sur piste 1899 qui se tiennent à Montréal. En finale pour le podium, son frère est battu par Major Taylor et Nat est battu pour la médaille de bronze par le Français Gaston Courbe d'Outrelon.

## Sources
- (de) Cet article est partiellement ou en totalité issu de l’article de Wikipédia en allemand intitulé « Nat Butler (Radsportler) » (voir la liste des auteurs).